# 중수

중수의 분자구조

중수(重水) 또는 산화 중수소는 D2O 혹은 2H2O을 말한다. 정확한 이름은 산화듀테륨이다. 일반적인 경수 H2O와 물리적, 화학적 성질은 비슷하나, 수소 원자가 보다 무거운 동위 원소인 중수소로 바뀌었다. 이로 인해 수소와 산소 사이의 결합 에너지가 바뀌고, 물리적, 화학적 성질도 바뀌게 된다.
경수소와 중수소를 하나씩 가지는 혼합중수 HDO도 있다. 물 분자 사이에서 수소 원자의 교환이 빠르게 이뤄지므로, 50%의 경수소와 50%의 중수소를 가진 물에서는 동적 평형 상태에서 50%의 HDO, 25%의 H2O, 25%의 D2O의 비율로 물 분자가 존재하게 된다.
경수에 약 13-150ppm 정도의 비율로 포함되어 있다. 천연 우라늄에 잘 반응하기 때문에 이를 사용하는 원자로에 감속재로 이용되며 듀테륨 화합물의 제조 원료로도 쓰인다.

## 다른 의미
중수는 산소가 더 높은 원자량을 가지는 동위 원소로 치환된 화합물(중산소수, heavy oxygen water)을 포함하기도 한다. 이 둘에 모두 속하는 화합물로서 D218O는 이중 표식된 물이라고 불린다.

## 응용
- 핵자기 공명(NMR)
- 중성자 감속재
- CANDU
- 중성미자 검출기

## 물리적 성질
| 성질                     | D2O (중수) | H2O (경수) |
| ------------------------ | ---------- | ---------- |
| 녹는점 (°C)              | 3.82       | 0.0        |
| 끓는점 (°C)              | 101.72     | 100.0      |
| 밀도 (20 °C, g/mL)       | 1.1056     | 0.9982     |
| 최대 밀도인 온도 (°C)    | 11.6       | 4.0        |
| 점도 (20 °C, centipoise) | 1.25       | 1.005      |
| 표면장력 (25 °C, dyn·cm) | 71.93      | 71.97      |
| 융해열 (cal/mol)         | 1,515      | 1,436      |
| 기화열 (cal/mol)         | 10,864     | 10,515     |

## 같이 보기
- 상온 핵융합
- 중소수 감소수